# ماثيو ويلسون
ماثيو ويلسون (بالإنجليزية: Matthew Wilson)‏ مواليد 29 يناير 1987، هو سائق راليات بريطاني سابق بدأ مسيرته في سنة 2004. كان أول رالي له هو رالي ويلز 2004. تنافس في بطولة العالم للراليات.